# Giorgio Cini (imprenditore)
Giorgio Cini (Roma, 26 novembre 1918 – Cannes, 31 agosto 1949) è stato un imprenditore italiano.

## Biografia

### I primi anni
Nato a Roma, era l'unico figlio maschio dell'imprenditore conte Vittorio Cini e dell'attrice Lyda Borelli, e portava lo stesso nome del nonno paterno. Si laureò in giurisprudenza all'università di Padova il 17 giugno 1940, e in scienze politiche il 29 giugno 1941.
Dopo gli studi, si dedicò alla gestione delle imprese di famiglia. Fu imprenditore alla presidenza della società italiana di armamento e finanziere nei consigli di amministrazione del credito industriale e del cotonificio veneziano.

### La guerra
Nel giugno 1944, a 25 anni, corruppe i guardiani delle SS con il denaro che aveva ricavato vendendo tutti i gioielli della madre, ottenendo la liberazione del padre dal campo di concentramento di Dachau, dove era stato internato l'anno precedente per essersi dissociato dal governo di Mussolini. Dopo aver condotto le trattative direttamente con le alte gerarchie del regime nazista, volando più volte da Venezia a Berlino, fu lo stesso Giorgio a riscattare la vita del padre malridotto, con la condiscendenza di Joseph Goebbels, che aveva provato sempre ammirazione per la capacità imprenditoriale e sensibilità culturale del prigioniero, e a trasportarlo in Italia, fuggendo in aereo a luglio.
Il 3 luglio 1945, a guerra conclusa, presentando al CLNRV un ponderoso memoriale, difese nuovamente il padre, che era stato ministro durante il regime fascista, dalle imputazioni presentate dall'Alto Commissariato per le sanzioni contro il fascismo, riuscendo ad ottenere un proscioglimento dalla Commissione d'inchiesta, presieduta dall'economista Gino Luzzatto.

### La morte

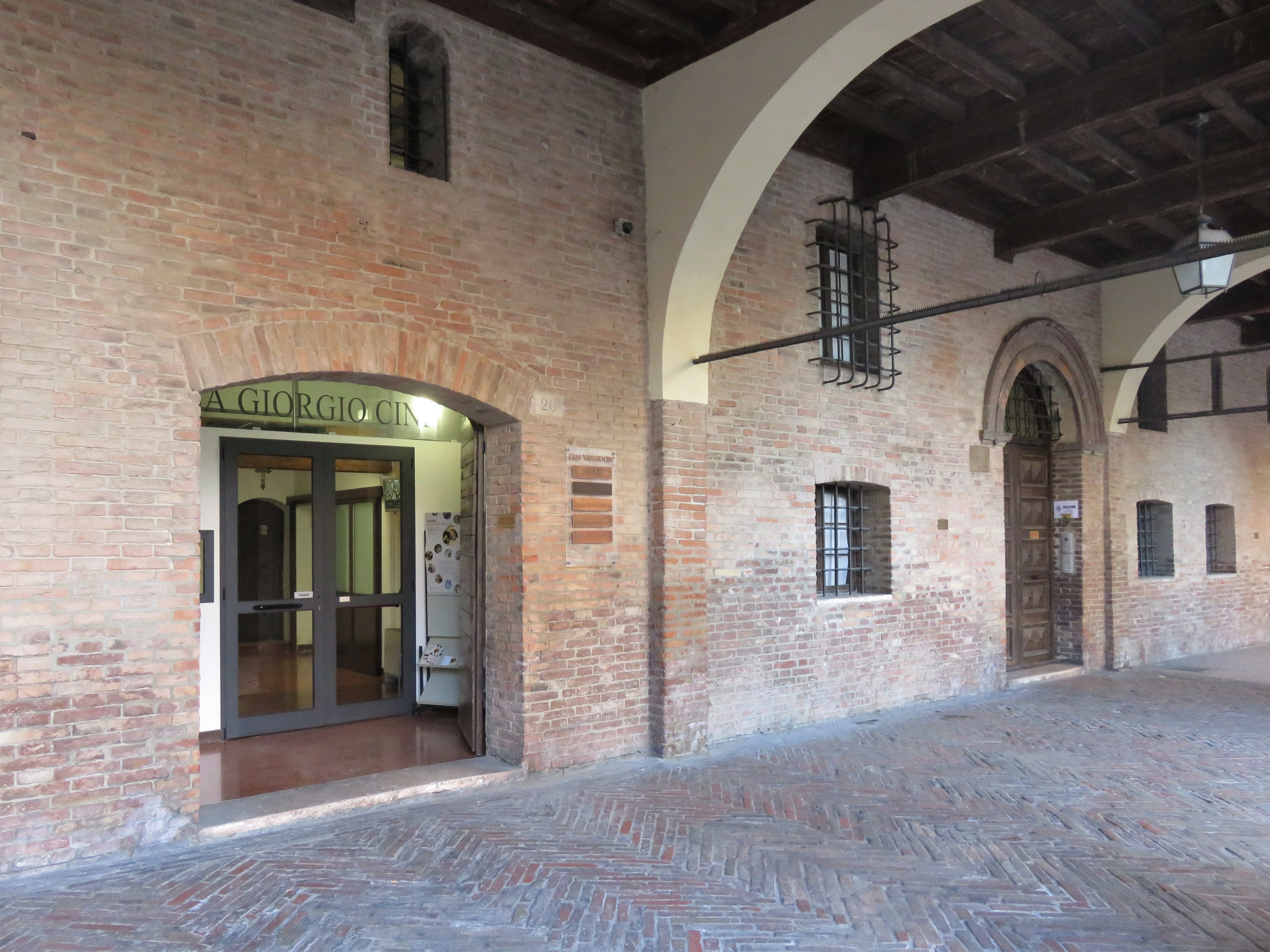
Casa Giorgio Cini a Ferrara.

Morì tragicamente il pomeriggio del 31 agosto 1949, a soli 30 anni, nel rogo di un aereo precipitato subito dopo il decollo, assieme al pilota del bimotore che gli aveva ceduto i comandi, sulla pista del piccolo aeroporto di Saint-Cassien presso Cannes, praticamente davanti agli occhi dell'attrice Merle Oberon, con la quale era fidanzato.
Riposa nella tomba di famiglia nel cimitero monumentale della Certosa di Ferrara accanto al padre, alla madre, alla sorella Yana e al cognato Fabrizio Alliata.

## Onorificenze
La sua tragica morte fu una perdita irreparabile per la famiglia. In sua memoria, il padre gli dedicò la Fondazione Giorgio Cini nell'isola di San Giorgio a Venezia, famosa in tutto il mondo, e l'istituto di cultura Casa Giorgio Cini in via Boccacanale di Santo Stefano, a Ferrara.